# Země živitelka
Mezinárodní agrosalon Země živitelka konaný na Výstavišti České Budějovice se za dobu své existence stal v rámci celé České republiky jedním z největších a nejnavštěvovanějších veletrhů. Zatím poslední, 50. ročník Země živitelky se konal 22.–27. srpna 2024. 

## Historie
První ročník výstavy pod tímto oficiálním názvem se uskutečnil na českobudějovickém výstavišti v roce 1973, historie zemědělských výstav se však datuje již od roku 1960, kdy se v prostoru po vzniku výstaviště konala první výstava. V tomto roce byly v Českých Budějovicích započaty práce na stavbě zcela nového výstavního areálu, který architektonicky připomínal Heyselský park v Bruselu, kde se v roce 1958 odehrála Světová výstava EXPO, jejíž koncept byl inspirací pro výstavbu jihočeského výstaviště. Již na podzim roku 1960 se v novém areálu uskutečnila první velká krajská zemědělská výstava pod názvem „Zemědělství 1960“, následujících deset let však nebylo výstavně úspěšných a byly i úvahy o tom, že se výstaviště zruší a místo něj se tam vystaví sídliště. V dalších letech však popularita výstavy narůstala, a to i díky prodeji jinak nedostatkového zboží a možnosti konzumace alkoholu.
Nynější podoba areálu je výsledkem řady stavebních úprav a dispozičních změn – v areálu proběhla v roce 2012 rozsáhlá revitalizace, sanace a regenerace zeleně.
Určitou část zabral hypermarket Tesco. Nyní[kdy?] se také uvažuje, že na místě výstaviště bude bytová výstavba.

## Zaměření a popis
Země živitelka se soustředí především na prezentaci zemědělské mechanizace a produkce. Původně měla propagovat hlavně úspěchy socialistického zemědělství, díky bohatému doprovodnému programu však v současnosti přitahuje i běžnou veřejnost a drobné pěstitele. Ten zahrnuje mimo jiné ochutnávky potravin, kuchařské show a hudební vystoupení se soutěžemi.
Svým charakterem a zaměřením společně s výstavami Ekostyl a Mezinárodní výstavou družstevnictví přesahuje celorepublikový význam a umožňuje institucím a firmám prezentovat návštěvníkům i odborné veřejnosti celý zemědělsko-potravinářský sektor.[zdroj?] Je zde zastoupena zemědělská technika, potravinářská výroba, rostlinná a živočišná výroba, tvorba a ochrana životního prostředí, pozornost výstava věnuje také lesnímu a vodnímu hospodářství, pěstitelství a zahradnictví. Dále se zde prezentuje řada institucí, spolků, nadací a dalších organizací.
Součástí odborného doprovodného programu výstavy je soutěž Zlatý klas o nejlepší vystavené exponáty z rostlinné výroby, živočišné výroby, mechanizace, potřeb a služeb zemědělství, potravinářského a zpracovatelského průmyslu. Soutěž vyhlašuje Ministerstvo zemědělství prostřednictvím Výstaviště České Budějovice a. s. K výstavě neodmyslitelně patří také členění do oborových dnů, z nichž nejznámější nese název Národní dožínky.
V současné době se mezinárodní výstavy každoročně zúčastní stovky vystavovatelů a obchodníků jak českých tak ze zahraničí z 19 zemí světa. Výstavu tradičně zahajují čeští politici, například ministr zemědělství nebo prezident.

## Galerie

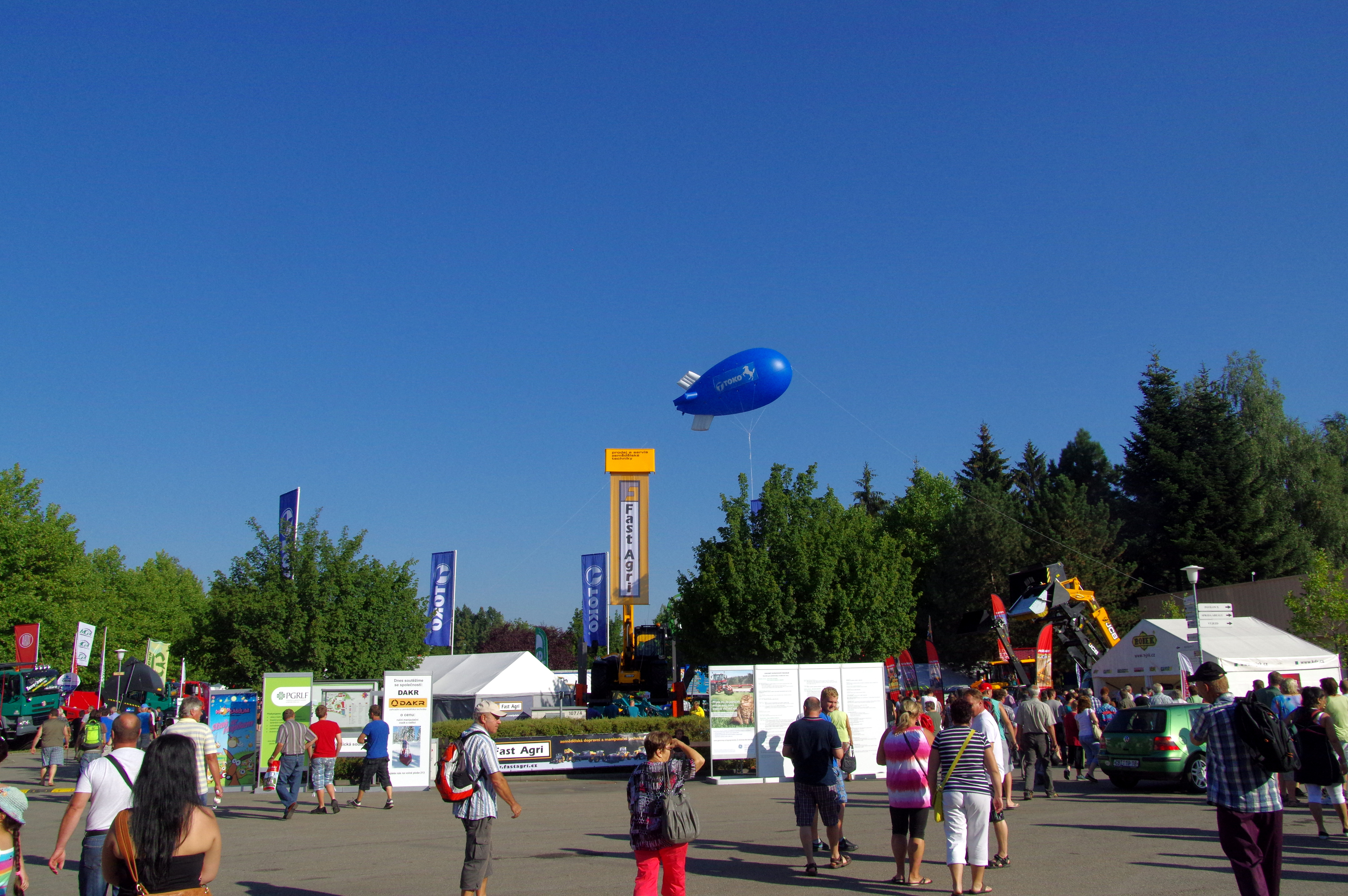
Areál výstaviště
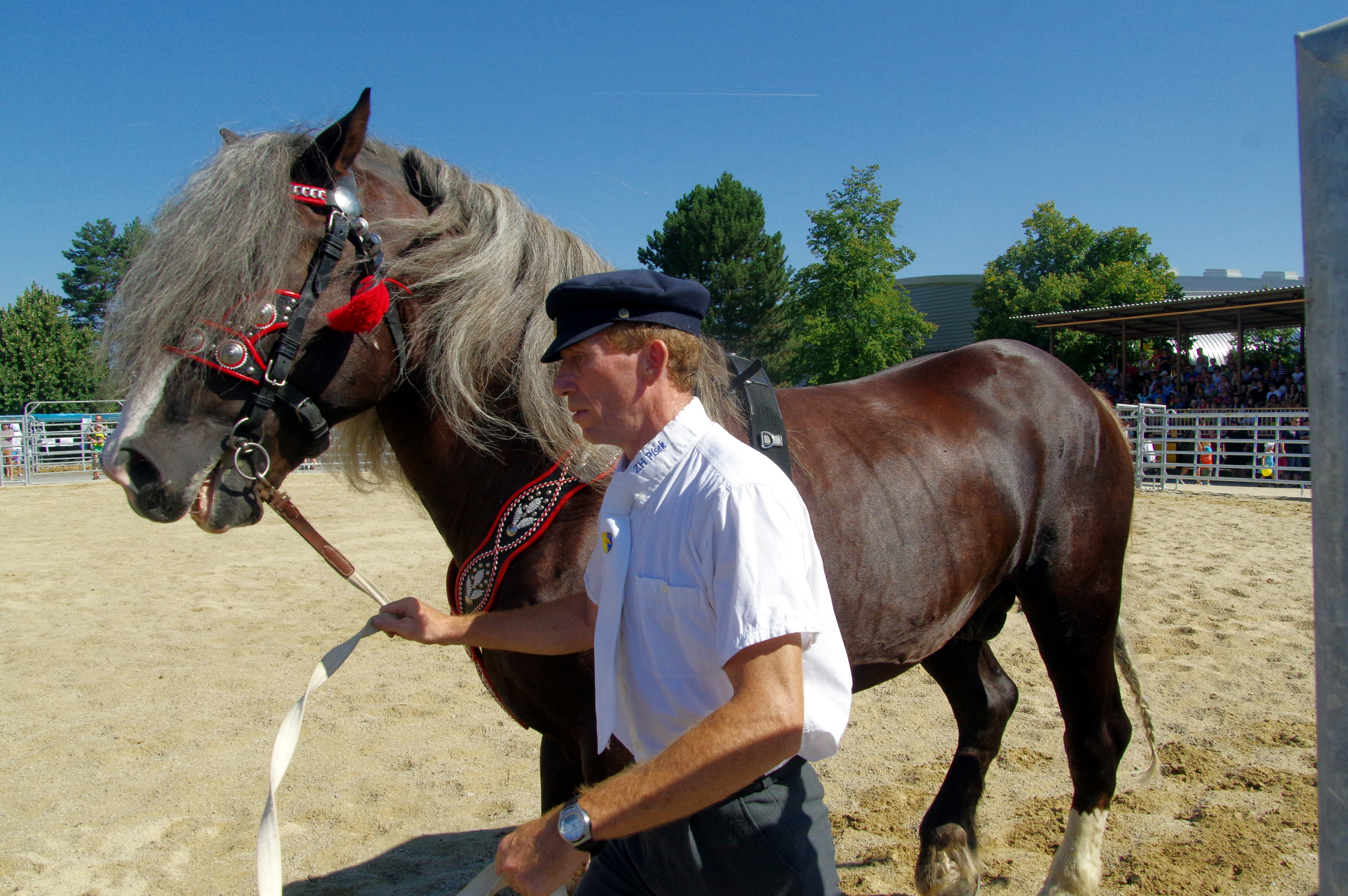
Výstava koní
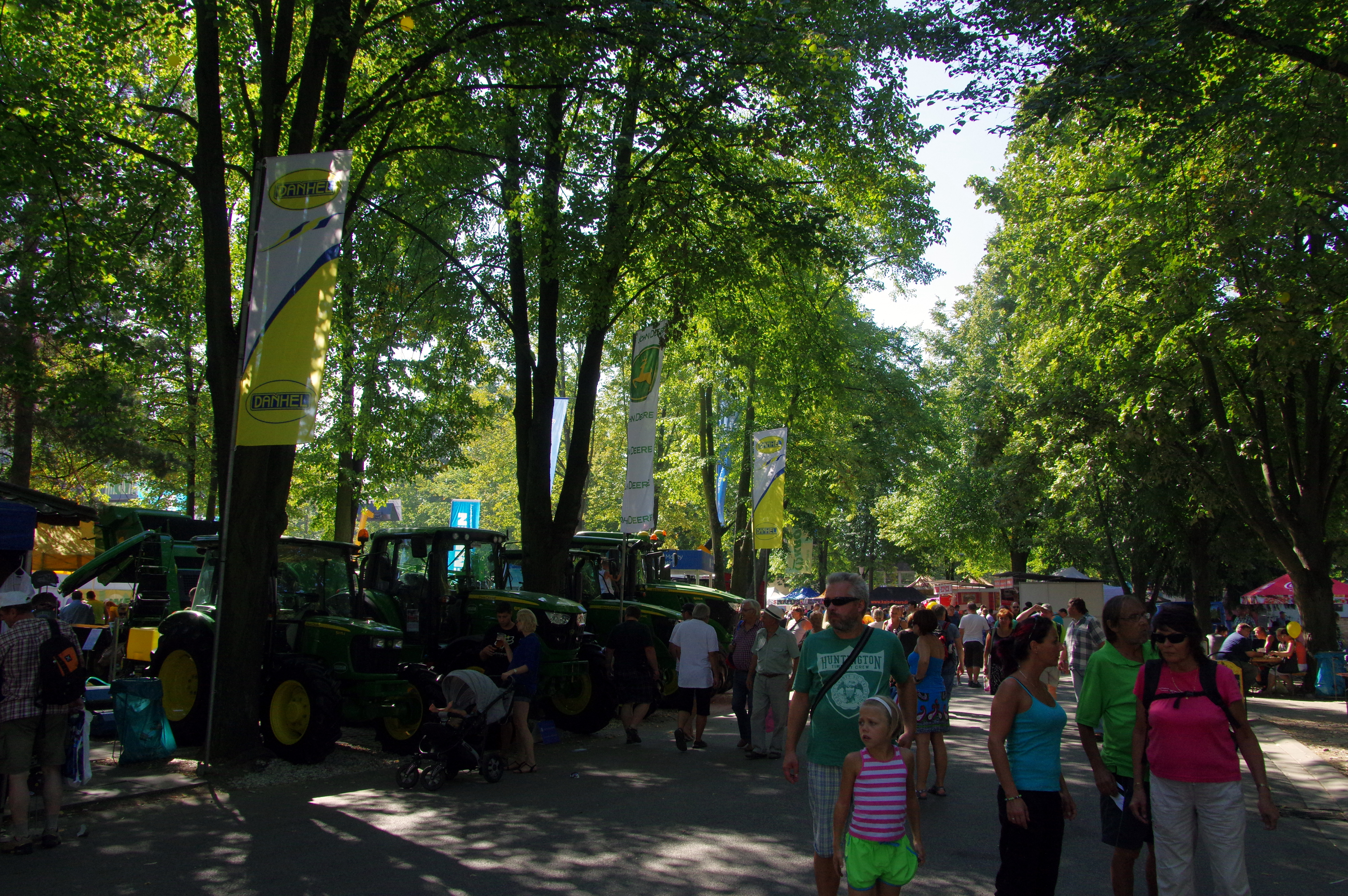
Zemědělská technika
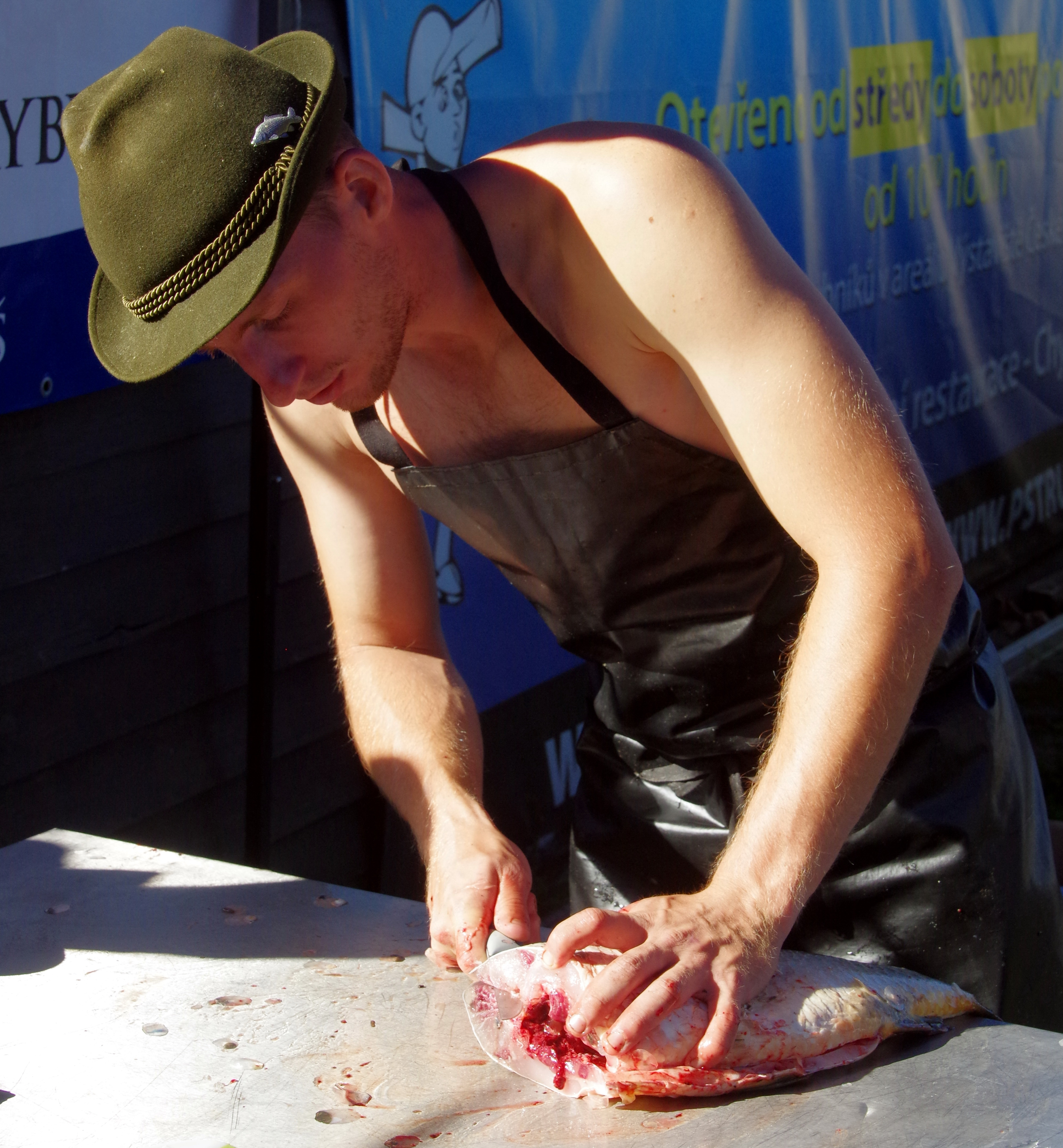
Prodej ryb
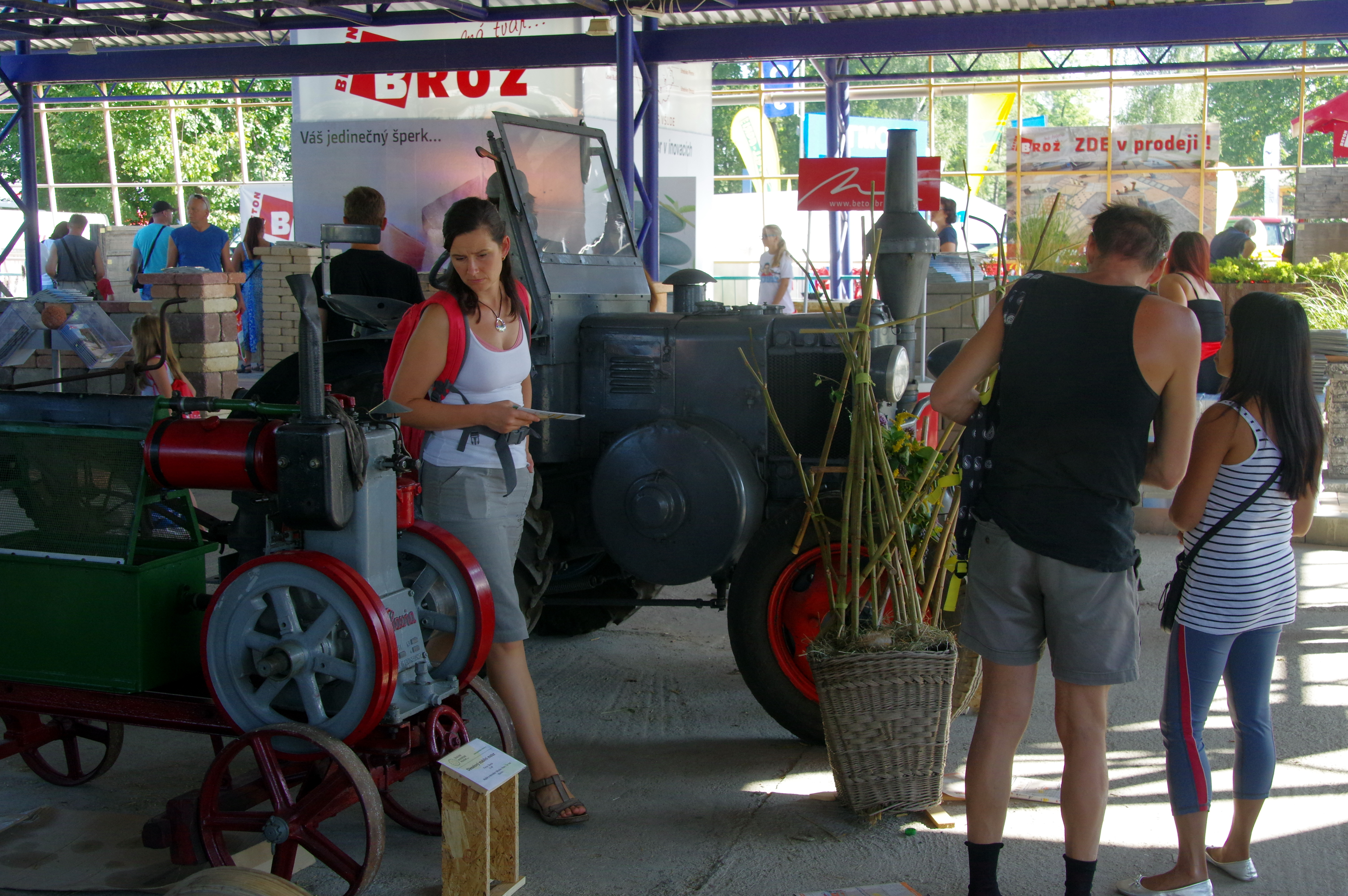
Historické zemědělské stroje
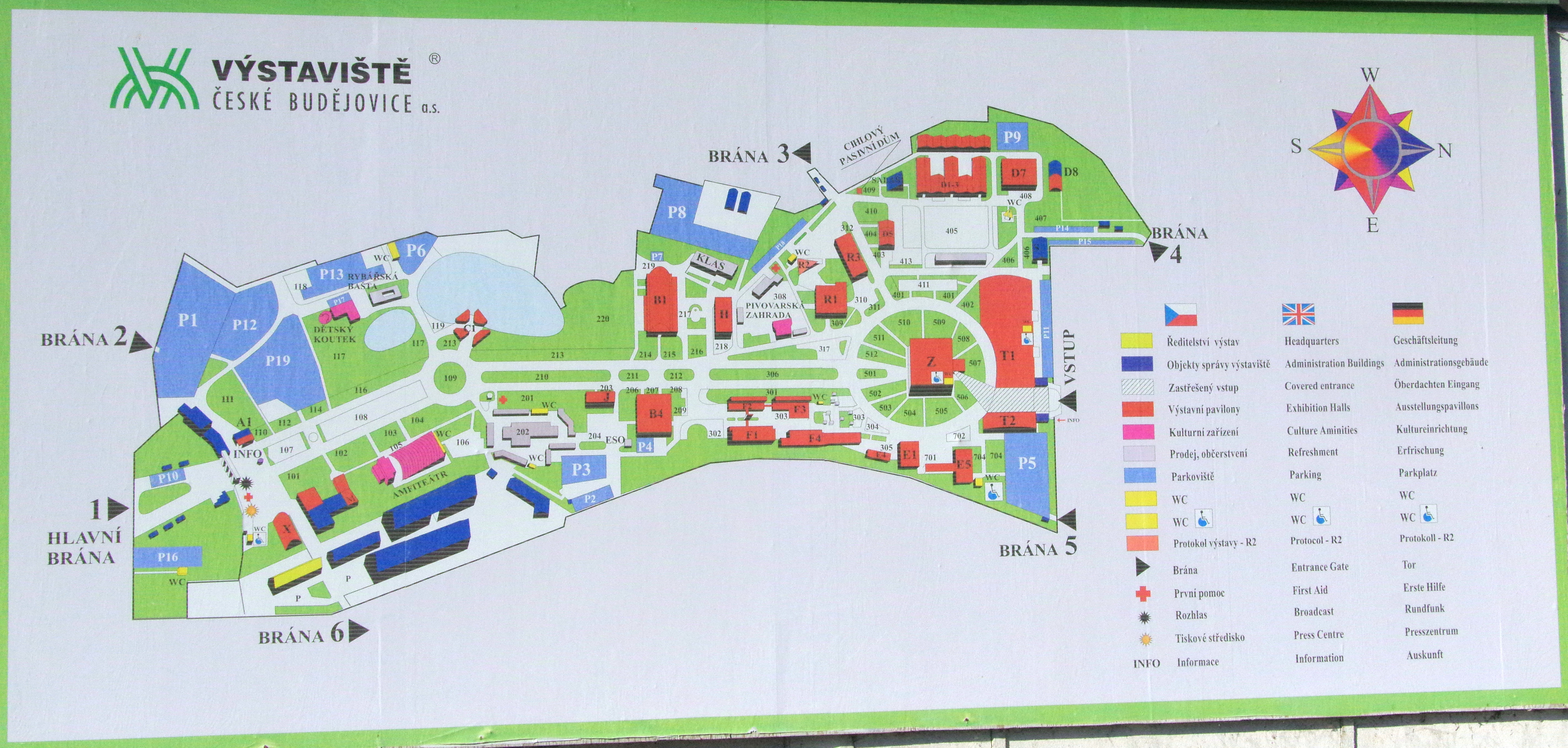
Plánek areálu